# Asociación Interamericana para la Defensa del Ambiente
La Asociación Interamericana para la Defensa del Ambiente (AIDA) es una organización internacional de derecho ambiental sin fines de lucro fundada en 1998 por una colaboración de cinco organizaciones ambientales en América. Con sede en San Francisco, California, AIDA trabaja con socios en países como Argentina, Canadá, Chile, Colombia, Costa Rica, Ecuador, México y Perú. Su directora ejecutiva es la abogada costarricense Gladys Martínez de Lemos.
La asociación trabaja en pos de mejorar y proteger la salud y el medio, con énfasis en comunidades afectadas por daño ambiental, sobre todo en América Latina. Brinda asesoramiento jurídico y científico gratuito a comunidades, movimientos locales, organizaciones nacionales, gobiernos y organismos internacionales en materia de protección y justicia ambiental.

## Historia
En 1998, cinco grupos de derecho ambiental de Colombia, Costa Rica, México, Perú y Estados Unidos fundaron AIDA para construir y extender las capacidades de los defensores nacionales a nivel continental. Estos grupos fundadores fueron el Centro de Derecho Ambiental y de los Recursos Naturales (Cedarena, de Costa Rica), el Centro Mexicano de Derecho Ambiental (CEMDA), Earthjustice (Estados Unidos), Fundepublico (Colombia), y la Sociedad Peruana de Derecho Ambiental (SPDA).
Un trabajo notable de AIDA ha sido en La Oroya, Perú, donde han combatido el envenenamiento de la población por metales pesados y otros contaminantes emitidos por una fundición local. AIDA también ha tenido un impacto significativo en la protección de la tortuga laúd en Costa Rica a través de una asociación con Cedarena. Junto a otras ONG y comunidades kawésqar se ha opuesto al desarrollo de la salmonicultura en Chile dentro de áreas naturales protegidas en el extremo sur del país.

## Organización
AIDA lleva a cabo sus esfuerzos de acuerdo con cuatro principios básicos:
1. Fomentar la colaboración transnacional
2. Proteger los derechos humanos
3. Cultivar el poder del derecho internacional
4. Fomentar la aplicación ciudadana y la participación pública

## Programas
AIDA se asocia con grupos locales para desplegar equipos multinacionales de abogados y científicos que abordan una variedad de crisis ambientales y de derechos humanos, incluida la disminución de los recursos de agua dulce, la proliferación de toxinas, el cambio climático y la destrucción de la biodiversidad vulnerable.
Los esfuerzos de AIDA se dividen en cinco temas estratégicos:
1. Derechos humanos y medio ambiente: AIDA trabaja para establecer la conexión entre la degradación ambiental y el daño a las comunidades de escasos recursos en todo el continente americano. Cuando las grandes empresas se mudan para extraer recursos naturales o desarrollar infraestructura, la población local a menudo se queda con agua contaminada, aire contaminado y sin forma de alimentar a sus familias.
2. Biodiversidad marina y protección costera: los ecosistemas marinos se encuentran entre los recursos ambientales más amenazados del continente americano. AIDA trabaja para implementar estrategias legales, administrativas y políticas para ayudar a proteger las especies en peligro de extinción, fomentar la recolección sostenible de recursos marinos delicados y proteger las áreas costeras que brindan un hábitat esencial para la biodiversidad y las comunidades humanas amenazadas.
3. Cambio climático: el calentamiento global es la amenaza más sistémica y de mayor alcance para la salud ambiental. AIDA ha ampliado sus esfuerzos para incluir el trabajo sobre el cambio climático, con un enfoque en el desarrollo de herramientas legales y marcos regulatorios que ayudarán a las sociedades humanas a avanzar hacia la sostenibilidad energética y proteger a los más perjudicados por el aumento del nivel del mar y los patrones climáticos cambiantes.
4. Preservación del agua dulce: el agua limpia es la piedra angular de la salud humana y ambiental. AIDA implementa estrategias legales para proteger los ecosistemas que sirven como recursos vitales de agua dulce para las comunidades cercanas y la biodiversidad, y trabaja para evitar que las empresas contaminen los suministros de agua dulce con toxinas venenosas.
5. Fortalecimiento de la gobernanza ambiental y la participación pública: AIDA trabaja para desarrollar capacidades en América Latina y Centroamérica educando a los tomadores de decisiones, distribuyendo información a organizaciones sin fines de lucro y construyendo alianzas entre comunidades y abogados que trabajan por la protección ambiental. AIDA trabaja para proteger la capacidad del público de participar de manera significativa en decisiones ambientales importantes.

## Talleres
AIDA ofrece periódicos talleres de capacitación a defensores legales en todo el hemisferio. Los talleres enfatizan el vínculo inseparable entre los derechos humanos y el ambiente, refuerzan la comprensión de los participantes sobre el Sistema Interamericano de Derechos Humanos y promueven la discusión sobre la protección de los derechos humanos y el medio en el hemisferio occidental. Los talleres incluyen presentaciones de expertos, estudios de casos y debates participativos.

## Socios
AIDA trabaja en proyectos en colaboración con grupos ambientalistas y de derechos humanos en todo el hemisferio, incluidas las siguientes organizaciones participantes:
- Centro de Derecho Ambiental y de los Recursos Naturales (CEDARENA) Archivado el 22 de septiembre de 2020 en Wayback Machine., Costa Rica
- Centro de Derechos Humanos y Medio Ambiente (CEDHA) (enlace roto disponible en Internet Archive; véase el historial, la primera versión y la última)., Argentina
- Earthjustice, Estados Unidos
- ECOLEX (enlace roto disponible en Internet Archive; véase el historial, la primera versión y la última)., Ecuador
- Ecojusticia, Canadá
- Fiscalía del Medio Ambiente (FIMA), Chile
- Justicia para la Naturaleza (JPN), Costa Rica
- Centro Mexicano de Derecho Ambiental (CEMDA), México
- Sociedad Peruana de Derecho Ambiental (SPDA), Perú